# Der Rattengott
Der Rattengott ist ein jugoslawischer Spielfilm aus dem Jahre 1976. Er ist eine Mischung aus Horrorfilm und Thriller und basiert auf Motiven der Erzählung Der Rattenfänger  von Alexander Grin.

## Handlung
Der Film spielt nach dem Ersten Weltkrieg 1925 in der Tschechoslowakei: Es herrscht hohe Arbeitslosigkeit und politische Extremisten werben Anhänger. Professor Boskovic erfährt in einem alten Buch über eine übernatürliche Riesenratte. Diese bedient sich der Menschen und verwandelt diese in hörige Riesennager, die menschenähnliche Gestalt haben. Die Anhänger der Riesenratte sind also nicht sofort erkennbar. Die Riesenratte will die Weltherrschaft und unterwandert mit ihren Getreuen die Gesellschaft. Gemeinsam mit einem jungen Schriftsteller und seiner Tochter bekämpft der Professor das Vorhaben. Der junge Schriftsteller, der sich in die Tochter des Professors verliebt hat, entdeckt eine geheime Veranstaltung und entkommt den Häschern der Riesenratte in letzter Sekunde. 
Als die Stadtverwaltung schon fest unter Kontrolle der Rattenmenschen ist, schlagen die drei zu: Der Professor hat ein Anti-Ratten-Spray entwickelt und bekämpft die Nager. Als er ermordet wird, führt der Schriftsteller dessen Werk zu Ende und kann letztendlich siegen.

## Kritik
Das Lexikon des internationalen Films schrieb:

„Der preisgekrönte kroatische Film benutzt die Zutaten des Genres mit seltenem Geschick. In die Story eingeflochten sind politische Reflexionen über den Kampf zwischen Gut und Böse und das Wesen des Faschismus, der in Krisenzeiten erneut hervorzubrechen droht.“

## 49. Oscarverleihung 1977
Der Film war der jugoslawische Beitrag beim Rennen um den Oscar als bester ausländischer Film.